# 脇町
脇町（わきまち）は、徳島県の西部、吉野川の中流域北岸にあった町である。2005年3月1日、周囲2町1村と合併して美馬市となった。
阿波九城の1つである脇城の城下町、そしてうだつの街並で知られる。1889年の町村制実施時に徳島県内で「町」だった2つの自治体のひとつ（もうひとつは撫養町。現・鳴門市）であり、合併前は徳島県内はおろか四国地方の町で唯一「まち」という読み方であった。

## 地理
- 山: 大滝山、台ヶ丸山
- 河: 吉野川、大谷川、曽江谷川、野村谷川

### 隣接していた自治体
- 徳島県
  - 吉野川市
  - 美馬郡: 穴吹町、美馬町、貞光町
  - 阿波郡: 阿波町、市場町
- 香川県
  - さぬき市
  - 香川郡: 塩江町
  - 木田郡: 三木町

## 歴史
- 1585年（天正13年） - 稲田植元が城主として脇城に入る。
- 1879年（明治12年） - 美馬郡役所が設置される。
- 1889年（明治22年）10月1日 - 町村制施行に伴い脇町となる。
- 1950年（昭和25年）3月29日 - 昭和天皇が町内に行幸（昭和天皇の戦後巡幸）[2]。徳島県立脇町高等学校校庭に阿波郡奉迎場を設けて天皇を迎えた[3]。
- 1958年（昭和33年）3月31日 - 江原町、岩倉町と合併し、改めて脇町を設置。
- 2005年（平成17年）3月1日 - 美馬町、穴吹町、木屋平村と新設合併、美馬市となる。

## 行政
町長
- 佐藤淨（1999年11月3日から）

## 姉妹都市・提携都市

### 国内
- 牟岐町（徳島県）
  - 1966年4月1日姉妹都市提携締結
- 静内町（北海道）
  - 1990年9月9日姉妹都市提携締結
- 洲本市（兵庫県）
  - 1990年9月9日姉妹都市提携締結

## 教育

### 高等学校
- 徳島県立脇町高等学校

### 中学校
- 脇町立江原中学校
- 脇町立岩倉中学校
- 脇町立脇町中学校

### 小学校
- 脇町立岩倉小学校（現美馬市立岩倉小学校）
- 脇町立江原北小学校（現美馬市立江原北小学校）
- 脇町立江原東小学校（現美馬市立江原東小学校）
- 脇町立江原南小学校（現美馬市立江原南小学校）
- 脇町立大谷小学校（現美馬市立大谷小学校、休校）
- 脇町立川原柴小学校（現美馬市立川原柴小学校、2009年3月31日をもって休校）
- 脇町立清水小学校（現美馬市立清水小学校）
- 脇町立平帽子小学校（現美馬市立平帽子小学校、2004年3月31日をもって休校）
- 脇町立脇町小学校（現美馬市立脇町小学校）

### 幼稚園
- 脇町立岩倉幼稚園
- 脇町立江原北幼稚園
- 脇町立江原東幼稚園
- 脇町立江原南幼稚園
- 脇町立大谷幼稚園（2003年3月31日をもって休園）
- 脇町立脇町幼稚園

### その他
- 脇町自動車学校

## 交通

### 鉄道路線
町内に鉄道は通っていない。最寄りの駅は穴吹町のJR徳島線穴吹駅。

### 道路
- 高速道路
  - 徳島自動車道: 脇町インターチェンジ
- 一般国道
  - 国道193号
  - 国道377号
  - 国道492号
- 県道
  - 徳島県道105号多和脇線

## 名所・旧跡・観光スポット・祭事・催事
- 脇町南町 - うだつの町並み
江戸時代には藍づくりが阿波の代表的産業として急速に広がり、陸上交通と水運に恵まれた脇町は藍の集散地として栄え、各種の商人達はその繁栄ぶりを顕示するように豪勢な「卯建（うだつ）」をあげた町屋を建てた。その後鉄道が吉野川の対岸（穴吹町）に開通し、産業の中心が対岸に移ったことで歴史的な建物が残ることになった。
- 旧長岡家住宅
- 脇町劇場（オデオン座）
- 道の駅藍ランドうだつ
- 美馬市地域交流センター
- デ・レイケ公園
- 脇人神社

## 出身者
- 柴田亜衣 - 2004年アテネオリンピック競泳女子800メートル自由形金メダリスト。小・中・高校を脇町で過ごした。父が転勤族であり小学校5年生の時、香川県高松市に異動することになったが「ここに残って水泳をやる」と決意して父が単身赴任したというエピソードがある。
- CO-KEY - ヒップホップミュージシャン。
- 時津洋宏典 - 本名は吉岡宏典（よしおか ひろのり）。元大相撲力士。時津風部屋所属。最高位は東前頭4枚目（1993年7月場所）。
- 丸岡いずみ - 元北海道文化放送アナウンサー。元日本テレビ報道キャスター。
- 服部泰卓 - プロ野球選手。
- 濱田保徳 - 元小松島市長。
- 大塩政之丞 - 大塩平八郎の実祖父。阿波国脇町に生まれ与力大塩氏に養子に入る。

## 註釈
1. ↑  平成11年度以降の市町村合併の実績, 総務省サイト内
2. ↑  原武史『昭和天皇御召列車全記録』新潮社、2016年9月30日、105頁。ISBN 978-4-10-320523-4。
3. ↑  宮内庁『昭和天皇実録第十一』東京書籍、2017年3月30日、68頁。ISBN 978-4-487-74411-4。